# سانتياغو شالار
كارلوس ألفريدو بارافيس سالافيري (بالإسبانية: Carlos Alfredo Paravís Salaverry) المعروف باسم سانتياغو شالار Santiago Chalar (25 سبتمبر 1938 – 21 نوفمبر 1994) هو فيزيائي، شاعر، مغن مؤلف وموسيقي أوروغواياني الأصل، درس الموسيقى والطب، استعمل هذا الاسم (سانتياغو شالار) تكريما لصديقه الذي توفي في حادث طائرة وشالار هو إسم أصله.
خلال مسيرته الفنية عرف سانتياغو شهرة وشعبية كبيرتين، وحصل على جوائز موسيقية عديدة كما أعتبر من أفضل الموسيقيين الأوروغوايانيين ضمن الموسيقى التقليدية من حيث التأليف والغناء.

## حياته

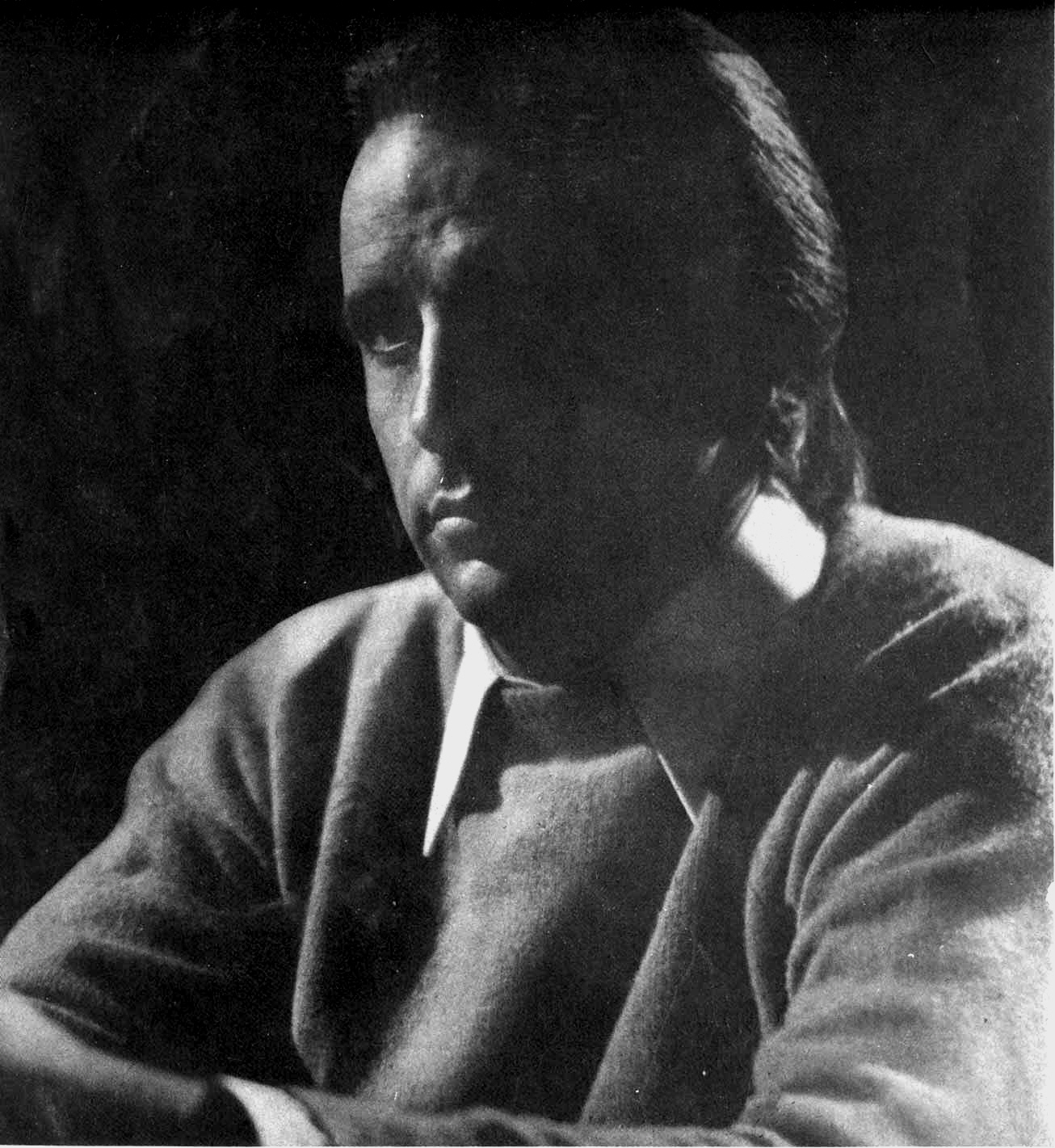
سانتياغو شالار في 1973.

ولد سانتياغو شالار في 25 سبتمبر 1938 في مونتفيديو بالأوروغواي.
تزوج من أديلا مارتينيز غرانيا ورُزِق منها بأربعة أطفال.
في 1974 تحول إلى مدينة ميناس حيث شغل منصب مدير مستشفى حكومي، وأنشأ مهرجانا للموسيقى التقليدية باسم أبريل ميناس  (بالإسبانية: Minas y Abril) الذي أصبح فيما بعد من أشهر مهرجانات الموسيقى التقليدية في الأوروغواي.
توفي في 21 نوفمبر 1994 بسسب مرض السرطان عن عمر يناهز 54 سنة في مسقط رأسه مونتفيديو بالأوروغواي.

## أغانيه الشعبية
- أبريل ميناس (بالإسبانية: Minas y Abril)[2]
- الرئيس بيدا (بالإسبانية: Pida patrón) (1993)
- الطلبية (بالإسبانية: El Pedido) (1993)
- (بالإسبانية: La del Templao) (1993)
- (بالإسبانية: Atadito) (1996)
- (بالإسبانية: Calagualero) (1996)

خلال مسيرته التي دامت 30 سنة، سجل سانتياغو شالار 20 أغنية.